# Lobelia minutula
Espèce
Synonymes
- Lobelia kiwuensis Engl.[1]
- Lobelia minutula var. kiwuensis (Engl.) E.Wimm.[1]
- Lobelia nannae T.C.E.Fr.[1]
- Lobelia rugegensis T.C.E.Fr.[1]

Lobelia minutula Engl. est une espèce de plantes à fleurs de la famille des Campanulaceae et du genre Lobelia, présente en Afrique tropicale.
Ce sont des herbes.

## Liste des variétés
Selon Tropicos (9 février 2018) (Attention liste brute contenant possiblement des synonymes) :
- variété Lobelia minutula var. kiwuensis (Engl.) E. Wimm.
- variété Lobelia minutula var. rugegensis (T.C.E. Fr.) E. Wimm.